# Sneek (commune)
Sneek (en frison Snits) est une ancienne commune néerlandaise de la province de Frise.

## Géographie
La commune était composée de la ville de Sneek et des villages de Loënga, Offingawier et Ysbrechtum. En 2009, la commune comptait 33 081 habitants sur une superficie de 34,03 km2.

## Histoire
Le 1er janvier 2011, la commune fusionne avec Bolsward, Nijefurd, Wûnseradiel et Wymbritseradiel pour former la nouvelle commune de Súdwest Fryslân.